# Naives-Rosières
Naives-Rosières è un comune francese di 859 abitanti situato nel dipartimento della Mosa nella regione del Grand Est.

## Società

### Evoluzione demografica
Abitanti censiti